# Liste von Bergwerken in Mülheim an der Ruhr

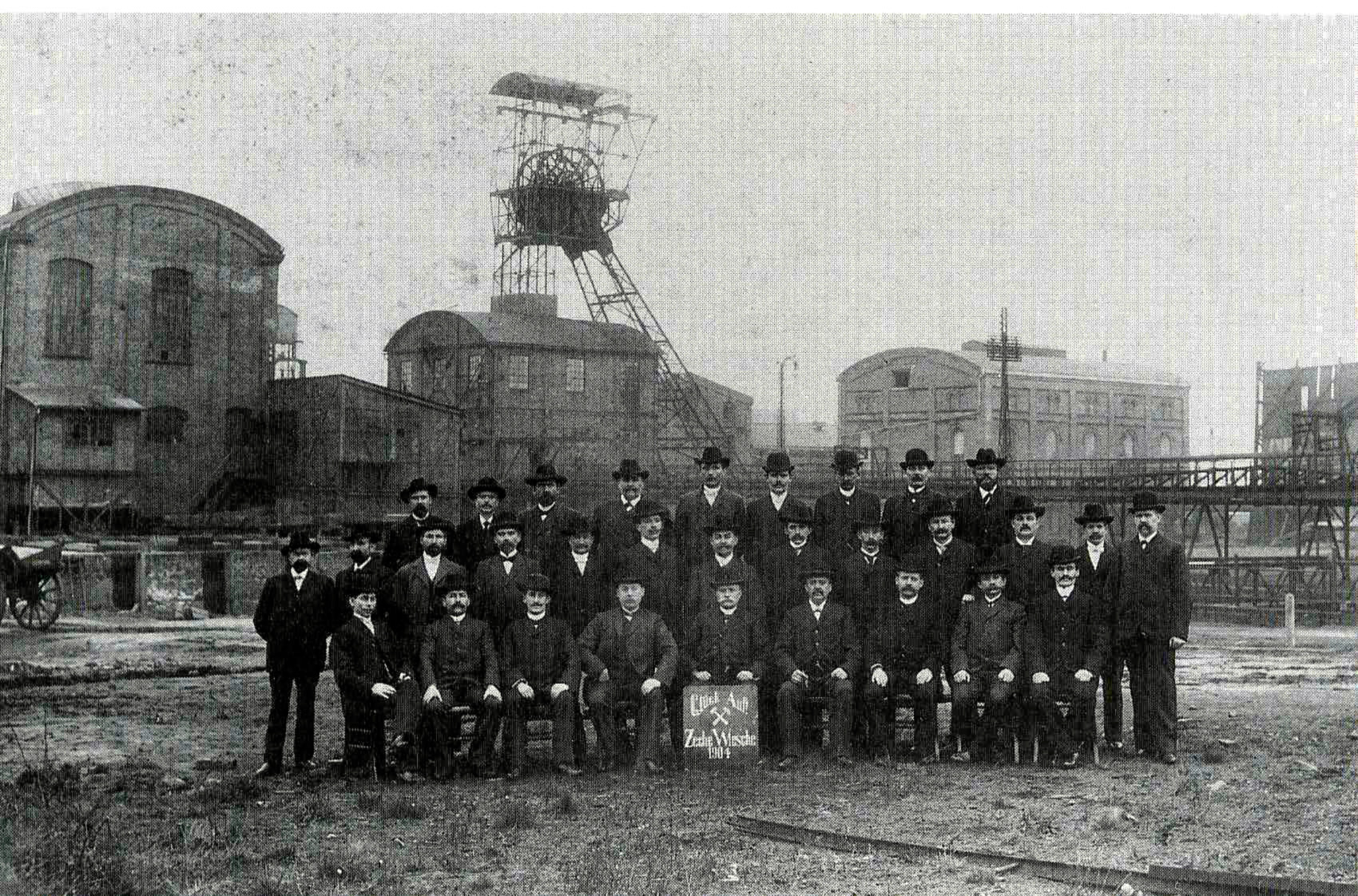
Eigentümergesellschaft der Zeche Wiesche, 1904

Die Liste von Bergwerken in Mülheim an der Ruhr umfasst die stillgelegten Bergwerke in Mülheim an der Ruhr, Ruhrgebiet. Sie zählen zum Rheinisch-Westfälischen Kohlenrevier. 

## Geschichte
Im 16. Jahrhundert sollen bereits 46 Bergwerke gefördert haben. Der Mülheimer Bergwerks-Verein war einer der größten Bergbauunternehmen des Kaiserreichs und der Weimarer Republik. In der Spitze waren 3.000 Bergleute tätig. 1966 endete der Bergbau.

## Liste
Die Zeitpunkte bedeuten ggf. auch den Verleih der Rechte, Beginn der Teufe, bzw. Verfüllung und Abriss bis zur endgültigen Schließung. Ggf. standen die Anlagen auch zwischenzeitlich still. 
| Name                              | Stadt und Ortsteil      | Beginn   | Ende | Anmerkungen                |
| --------------------------------- | ----------------------- | -------- | ---- | -------------------------- |
| Blumendelle                       | Heißen                  | 1750     | 1841 |                            |
| Vereinigte Caroline               | Dümpten                 | 1800     | 1845 |                            |
| Cleflappen                        | Heißen                  | 1713     | 1821 | Umbenennung in Klefflappen |
| Diepenbrock                       | Selbeck                 | 1882     | 1907 |                            |
| Dimbeck                           |                         | 1732     | 1851 |                            |
| Freudenberg                       |                         | 1734     | 1851 |                            |
| Humboldt                          | Heißen                  |          |      |                            |
| Kinderberg                        | Eppinghofen             | vor 1700 | 1861 |                            |
| Kämpgeswerk                       | Heißen                  | 18. Jh.  | 1841 |                            |
| Landerberg                        | Heißen                  | 1804     | 1822 |                            |
| Leybank                           |                         | 1730     | 1851 |                            |
| Oberhäuersbänksgen                |                         | vor 1800 | 1849 |                            |
| Rosendelle                        | Heißen                  | 1760     |      |                            |
| Schökenbank                       |                         | 1779     | 1832 |                            |
| Vereinigte Sellerbeck             | Dümpten                 | 1819     | 1905 |                            |
| Sellerbecker Stolln               | Wellinghofen-Sellerbeck | 16. Jh.  | 1814 |                            |
| Vereinigte Rosen- und Blumendelle | Heißen                  | 1841     | 1966 |                            |
| Thiesgracht                       | Fulerum                 | 1796     | 1851 |                            |
| Tutenbank                         | Fulerum                 | 1575     | 1841 |                            |
| Verein                            | Fulerum                 | 1846     | 1896 |                            |
| Wiesche/Vereinigte Wiesche        | Heißen                  | 1796     | 1960 |                            |